# La Kiné
La Kiné est une série télévisée française en 10 épisodes de 90 minutes, créée par Thierry Lassalle et diffusée entre le 11 février 1998 et le 9 juin 2003 sur France 2. 

## Synopsis
L'ancienne skieuse de l'extrême Anne Belfond après son accident, devient kinésithérapeute.

## Distribution
- Charlotte Kady : Anne Belfond

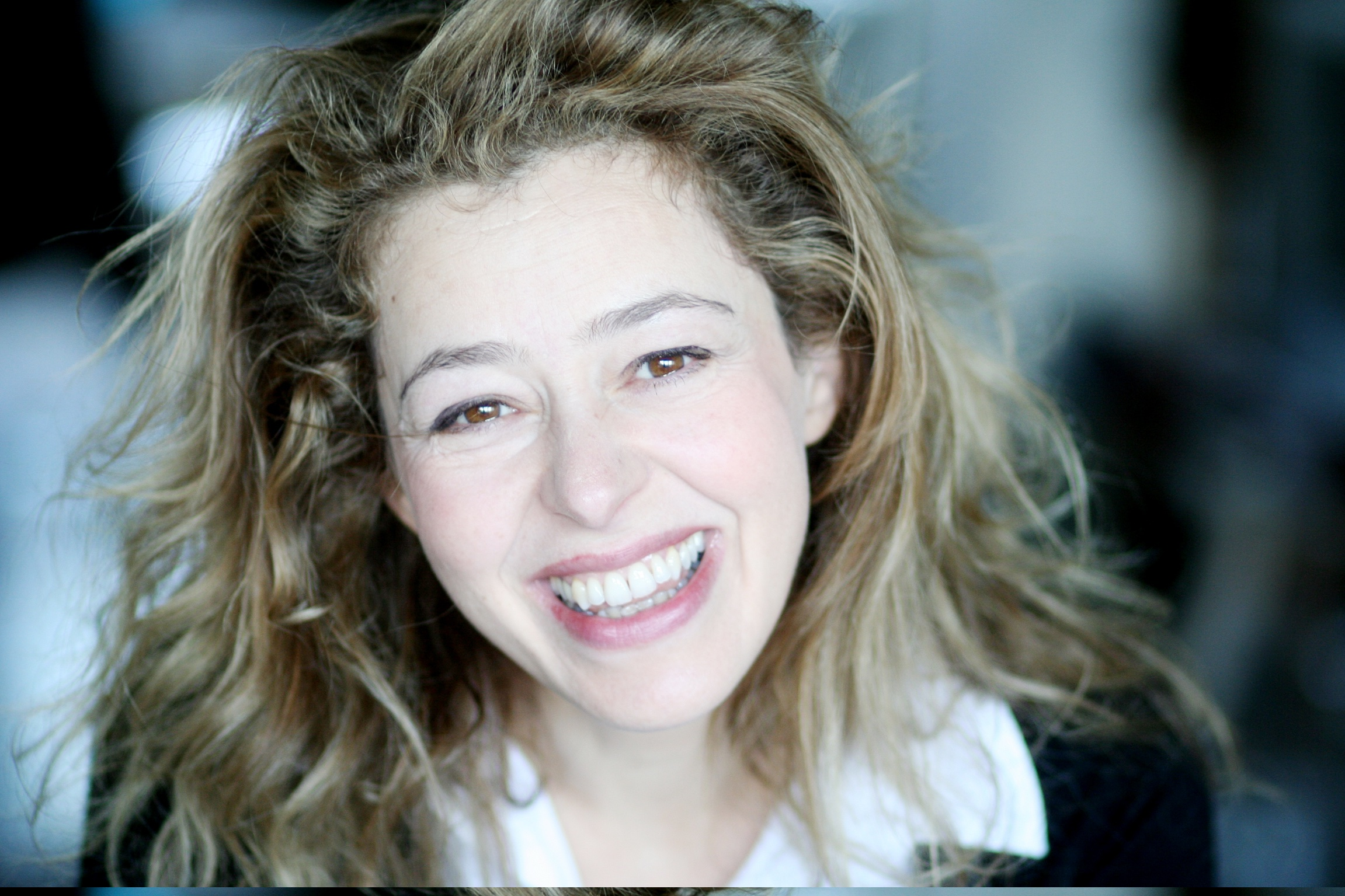
Charlotte Kady, l'interprète du rôle-titre

- Didier Bienaimé : Dr Stéphane Tellier
- Emmanuelle Bataille : Mathilde
- Firmine Richard : Esther
- Patrick Rocca : Docteur Leroux
- Jacques Penot : Thomas Garnier
- Julien Sergue : Sébastien Garnier
- Marco Bisson : Arnaud Klein
- Corinne Dacla : Florence Forclaz
- Luis Issermann : Frédéric Forclaz
- Christian Brendel : Beaumont
- Philippe Bardy : Gil Dunez
- Sandrine Blancke : Émilie
- Pierre Malet : Marc Bellein
- Heidi Brouzeng : Catherine
- Eric Viellard : Gérard Senz
- Philippe Bizari : Fabien
- Sabine Naud : Victoria
- Elsa Pasquier : Laurence
- Marc Adjadj : Docteur Gray
- Meiji U Tum'si : Rose
- Aurélien Recoing : Dr Stopira
- Jacques Martial : Roland

## Épisodes
1. Premiers pas
2. La gagne
3. Stade III
4. La clinique blanche
5. Le patient 18
6. Retour au sommet
7. L'invitée
8. Virage fatal
9. Double drame
10. Le saut dans le vide